# Lee Hee-won
Lee Hee-won (이희원?, 張兒榮?), pseudonimo di Jang Ah-young (장아영?; 3 giugno 1989), è un'attrice sudcoreana.

## Filmografia

### Cinema
- U-ahan geojinmal (우아한 거짓말), regia di Lee Han (2014)

### Televisione
- Nonstop (논스톱) – serial TV (2004)
- Bomnal (봄날) – serial TV (2005)
- Ibyeor-e daecheohaneun uri-ui jase (이별에 대처하는 우리의 자세) – serial TV (2005)
- Ban-ollim (반올림) – serial TV (2006-2007)
- Kwaedo Hong Gil-dong (쾌도 홍길동) – serial TV (2008)
- Agassireul butakhae (아가씨를 부탁해) – serial TV (2009)
- Jangnanseureon kiss (장난스런 키스) – serial TV (2010)
- Boseureul jikyeora (보스를 지켜라) – serial TV (2011)
- Baengnyeon-ui sinbu (백년의 신부) – serial TV, 16 episodi (2014)